# Xeropigo pachitea
Xeropigo pachitea là một loài nhện trong họ Corinnidae.
Loài này thuộc chi Xeropigo. Xeropigo pachitea được miêu tả năm 2007 bởi De Souza & Bonaldo.